# Université technique de Košice
L'université technique de Košice est un établissement public slovaque d'enseignement technologique supérieur et de recherche. C'est l'une des principales universités techniques de Slovaquie et la principale de la ville de Košice.
L'établissement a été créé en 1952 sous le nom de Vysoká škola technická (École supérieure technique) et porte son nom actuel depuis la loi n° 94/1991  du 13 février 1991.

## Facultés
- Faculté des mines, d'écologie, de gestion et de géotechnologie
- Faculté de métallurgie
- Faculté d'ingénierie mécanique
- Faculté d’ingénierie électrique et d'informatique
- Faculté de génie civil
- Faculté d'économie
- Faculté de technologies manufacturées - site de Prešov

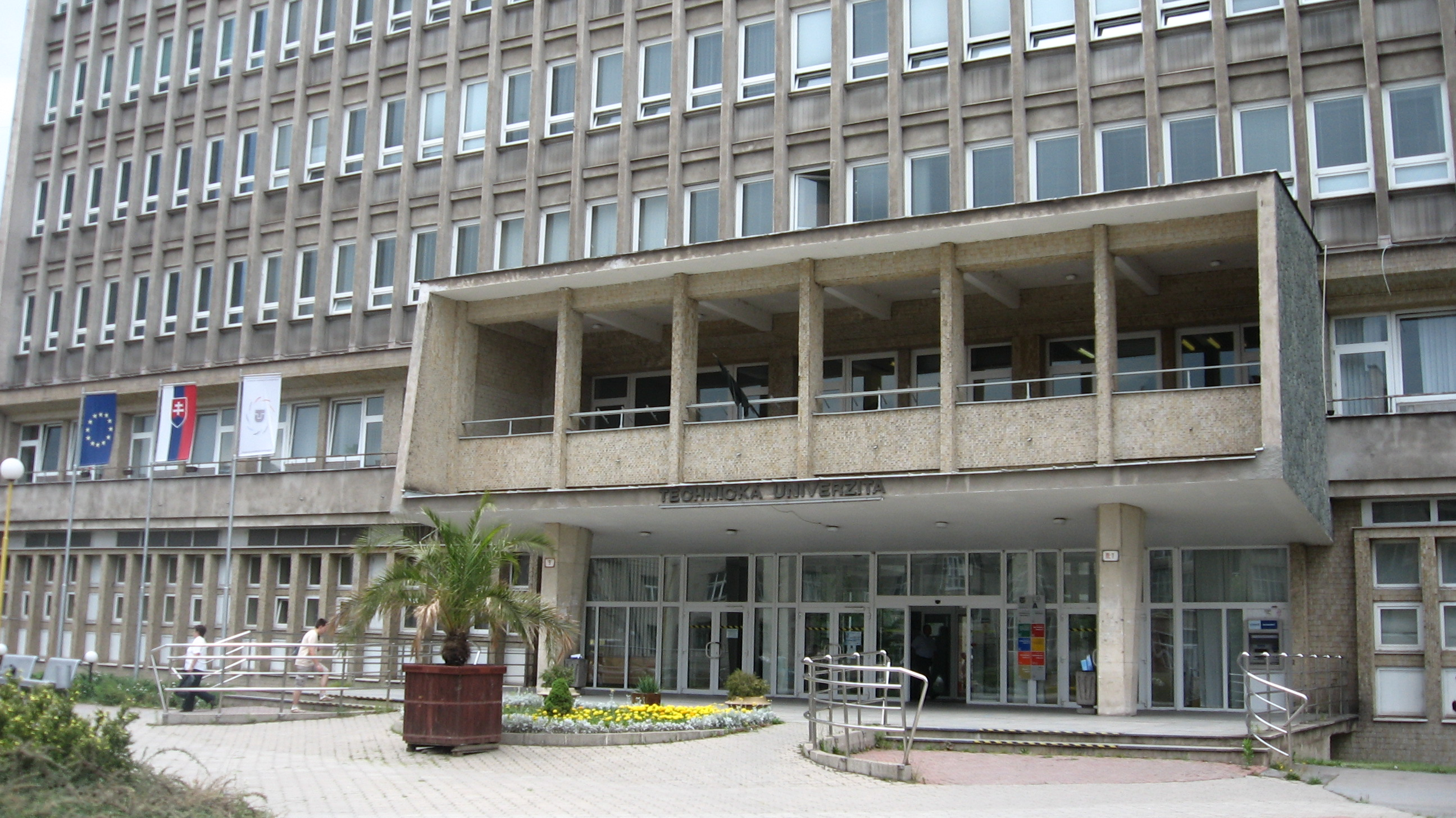
Bâtiment principal.

- Faculté des beaux arts
- Faculté d'aéronautique